# ماساتو هاگیوارا
ماساتو هاگیوارا (انگلیسی: Masato Hagiwara؛ زادهٔ ۲۱ اوت ۱۹۷۱) هنرپیشه و صداپیشه اهل ژاپن است. 